# Desmosia alluaudi
Desmosia alluaudi är en kackerlacksart som beskrevs av Bolívar 1895. Desmosia alluaudi ingår i släktet Desmosia och familjen småkackerlackor. IUCN kategoriserar arten globalt som livskraftig.
Artens utbredningsområde är Seychellerna. Inga underarter finns listade i Catalogue of Life.